# María Luisa Bombal
María Luisa Bombal Anthes (Viña del Mar, 8 de junio de 1910-Santiago, 6 de mayo de 1980) fue una escritora chilena, condecorada en 1974 con el Premio Ricardo Latcham (creado por el PEN Club Chile en 1969), con el Premio Academia Chilena de la Lengua en 1976 y el Premio Joaquín Edwards Bello en 1978. Muchos intelectuales del país pedían que María Luisa recibiese el Premio Nacional de Literatura, y la crítica nacional e internacional reconoció su relevancia para el desarrollo literario de la región sudamericana.
Su obra, relativamente breve en extensión, se centra en personajes femeninos y su mundo interno, a través del cual escapan de la realidad. Destacó, además, por no vincularse a ninguna corriente de la época, alejándose conscientemente de las vanguardias y el criollismo. Sus obras más conocidas son las novelas cortas La última niebla y La amortajada.

## Biografía

### Primeros años en Chile
Nació en el paseo Monterrey, Viña del Mar y fue la primogénita de Martín Bombal Videla y Blanca D'Anthes Precht, casados en 1909. Su padre, quien tenía el cargo de secretario de la Intendencia Regional de Viña del Mar, falleció cuando ella tenía nueve años.
Su madre le leía a ella y a sus hermanas cuentos de los Hermanos Grimm y de Hans Christian Andersen que traducía directamente del alemán, por lo que su primer acercamiento a la literatura provino de fuentes nórdicas.
Estudió en el colegio de Señoritas de los Sagrados Corazones (ahora colegio mixto), de monjas francesas de Viña del Mar, a donde llegó a los cinco años, obligando a sus padres a adelantar su ingreso debido a que ya había aprendido a leer. La hermana Blanca Prieto, quien impartió clases a ella y a sus hermanas, recuerda que: «En lectura tenía el primer lugar del curso. Lo mismo en ortografía. Desde entonces ya se hacía patente su aversión, en cambio, a las matemáticas. "Nunca pude dominar las cuatro operaciones", confesó la misma María Luisa alguna vez.»
Sus primeros escritos fueron muy tempranos, poemas escritos alrededor de los ocho años. Durante esta época comenzó a estudiar violín con Paco Moreno.

### Estudios en Francia

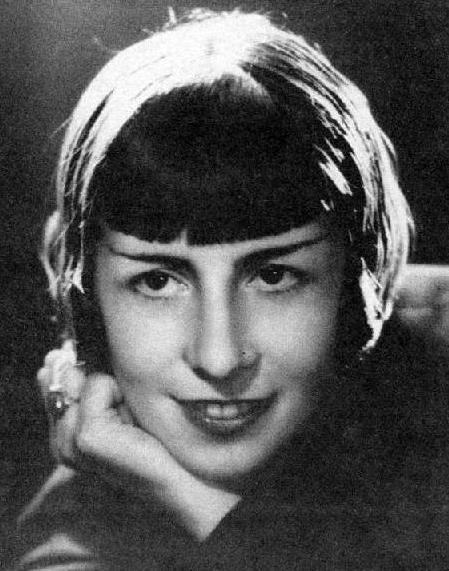
María Luisa Bombal durante su estadía en París.

Durante la década de 1920 y tras la muerte de su padre, a los nueve años se mudó a París junto a su madre y hermanas, donde continuó sus estudios en el Colegio Notre-Dame de l'Assomption, un internado rigurosamente católico y luego al colegio Sainte Geneviève, también de monjas secularizadas. 
En 1928, a los dieciocho, ingresa a la Facultad de Letras de la Universidad de Sorbona donde obtuvo un certificado de literatura francesa que le daba derecho a ser profesora de literatura francesa, certificado que obtuvo con una tesis sobre Prosper Mérimée, rechazando su idea de continuar sus estudios de literatura hispánica pues para ingresar al programa sobre literatura comparada se le exigía rendir el latín, exigencia que la hizo desistir y por ello no obtuvo la licenciatura en Letras. Uno de sus profesores en dicha universidad fue Ferdinand Strowski.
Además durante esta época estudió arte dramático en los cursos de l'Atelier con Charles Dullin, abandonando algunas de sus materias de literatura, y a escondidas ya que en esos tiempos era mal visto. Para entonces su madre había vuelto a Chile y de ella se hacían cargo su tíos: vivía en una pensión pero pasaba los fines de semana con ellos. Entonces Dullin solía utilizar a sus estudiantes de la escuela como extras en sus representaciones. Bombal participó en una de ellas y fue reconocida por unos amigos de su familia en el público, quienes informaron a su tío, de nombre Pepe. Al día siguiente su propio tío la vio salir a escena y la obligó a salirse del teatro y dejó de hacerse cargo de ella. Sin embargo, años más tarde aseguraría que lo que la movió a renunciar fue que verdaderamente no consideraba tener vocación.
En l'Atelier comparte clases con Antonin Artaud y Jean-Louis Barrault. Este último, al igual que Bombal, debe estudiar a escondidas de su familia, que lo imagina cursando la carrera de medicina.
Además, estudió violín con el maestro Jacques Thibaud.
Solía asistir con su familia, como compañía de su tío a las conferencias de la sociedad Les Annales.

### Primer regreso a Chile
Regresa a su país natal en 1931 con veinte años, a bordo del transatlántico «Reina del mar». En el puerto de Valparíso, desembarcándose, conoce a Eulogio Sánchez Errázuriz, pionero en la aviación civil, descendiente de dos presidentes de Chile y además heredero de una importante fortuna, el hombre con quien mantendría una relación sentimental escondida ya que, pese a estar separado, Sánchez seguía casado con otra mujer y eso no era aceptado socialmente.
Pronto se conectó con los intelectuales del país, como Marta Brunet, una escritora poco mayor que ella y quien la adentra en su primer acercamiento al mundo artístico santiaguino, donde conoce a figuras como Pablo Neruda y Julio Barrenechea. De esta época describe que no sufrió el cambio pues todos estaban muy unidos con Francia. La impresión que despierta en los escritores es unánime: María Luisa Bombal tiene demasiada personalidad para ser mujer, pero ella, libre de prejuicios –la “abeja de fuego” la llamó Neruda, por enérgica y apasionada–, sigue participando con libertad de las tertulias en algún café del centro o en alguna casa.
Ese mismo año se produjo la caída del dictador Carlos Ibáñez del Campo, y fue parte, junto a aquellos intelectuales, del desfile que lo sacó del poder, motivada por el sentir nacional sobre la muerte del profesor Alberto Zañartu. Sobre este episodio posteriormente declara que:

Ese año se produjo la caída de Ibáñez y desfilé con ellos, porque mataron a un médico a las cuatro de la mañana, porque había toque de queda... y el pobre iba a atender a un moribundo. Entonces se hizo esta enorme manifestación y desfilamos todos, yo era muy jovencita... Eso fue lo que hizo renunciar a Ibáñez, por que vio pasar a todo Chile. Ahora yo tenía conciencia sin saber qué significaba una dictadura; pero veía que vivíamos como en la cárcel... la gente vivía muy hostilizada, sobre todo en Viña, como que tuvieron que retirar a los carabineros, eso yo lo vi... Pero mi compromiso era de tipo moral, no político...»

En 1932 con Marta Brunet forma la "Compañía Nacional de Dramas y Comedias", dirigida por Luis Pizarro Espoz, que estrena el 4 de noviembre en el Teatro Carrera, donde María Luisa participa como actriz en Una mujer sin importancia de Oscar Wilde. Su desempeño es bien recibido por la crítica, pero hay algo en su personalidad, cierta frialdad o falta de flexibilidad en la interpretación de los personajes, que ella misma nota. Sabe que no puede dedicar su vida a dos pasiones y elige la literatura. Elige escribir.
La relación con Eulogio Sánchez duró muy poco, y con una promesa de matrimonio frustrada de por medio, él comenzó a alejarse de ella.
María no soportaba tal situación, le escribía cartas pero él no respondía. Un día, trastornada, asistió a una cena en casa de su frustrado amor, se dirigió al cuarto en donde guardaba las armas de fuego, cogió una y se disparó en el brazo. Milagrosamente se salvó, llevando de recuerdo una cicatriz. «Me arruinó la vida, pero nunca lo pude olvidar» afirmó María Luisa sobre su relación con Sánchez años más tarde.

### Estadía en Argentina y primeras obras
Partió a la Argentina en 1933, llevada por su amigo Pablo Neruda para librarla de esta situación. Allí vivió en su casa de Buenos Aires, donde el poeta ejercía como cónsul. En la capital argentina conoció a los más variados personajes de la escena literaria contemporánea, durante este tiempo cuenta entre su grupo de amistades literarias a Federico García Lorca, Jorge Luis Borges, Luigi Pirandello, Oliverio Girondo, Norah Lange, Conrado Nalé Roxlo y Alfonso Reyes, así como a filólogos como Amado Alonso, quien le prestaba una máquina de escribir del Instituto Filológico mientras él tenía sesiones de estudio.
Es en la cocina del departamento de Neruda donde la escritora encuentra su lugar para empezar su primera novela. Es por esto que Neruda le da un nuevo apodo “mangosta”, “el nombre de un animalito oriental que se acomoda en cualquier parte y es suave y discreto”. No pasó mucho tiempo antes de que Neruda se sumara al otro lado de la mesa y confluyeran en ese espacio lecturas y críticas de sus respectivos proyectos. Por ese entonces, el poeta trabajaba en Residencia en la Tierra. Bombal reconoció la influencia de este libro en su propia escritura, una prosa a la que no pocos críticos han denominado poética.
Con veintitrés años, en 1934 publica La última niebla en Buenos Aires.
Todo parecía ir muy bien, por medio de García Lorca conoce a Jorge Larco, un pintor que se encargaba de decorar todas las obras del autor, y con el que se casó el 28 de junio de 1935, conformando con él un matrimonio de fachada.
Mientras tanto María Luisa trabaja en la escritura de La amortajada y comparte lo que escribe con Borges, con quien solía salir a pasear, al cine y a restaurantes donde tocaban tangos. 
Publica su reseña de la película Puerta Cerrada para la Revista Sur, persuadida por Victoria Ocampo. La recepción de su reseña llega hasta el director de la cinta, Luis Saslavsky, quien le pide escribir el guion para su próxima película. Decide entonces adaptar María de Jorge Issacs, pero los productores no consiguen los derechos y lo que resulta es el guion de La casa del recuerdo, libremente inspirada en la novela antes mencionada.
Durante esta época Angélica Ocampo, hermana de Victoria, le presenta a Gabriela Mistral, quien la leyó cuando estaba en Brasil y estando de paso por Buenos Aires la mandó a llamar (284-285).
En enero de 1937 inició un juicio de divorcio.
En 1938 María Luisa publica en Buenos Aires La amortajada, bajo el sello de la editorial Sur y dirigida por Victoria Ocampo.

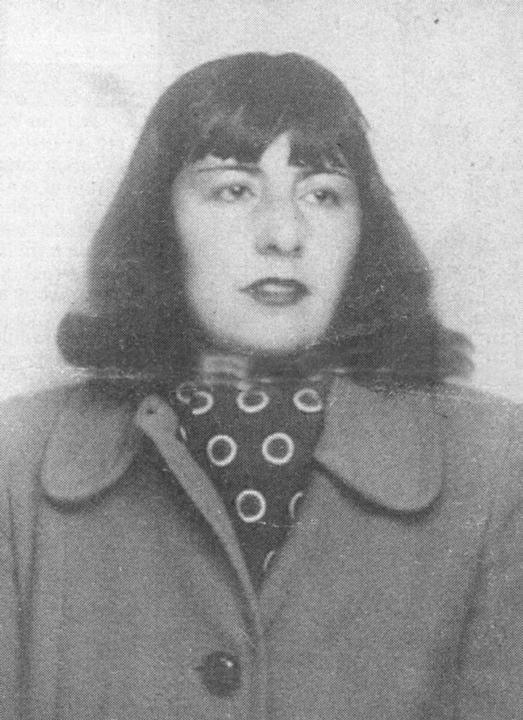
María Luisa Bombal, hacia 1941.

La casa del recuerdo se estrena en 1940, resultando de bastante éxito.

### Segundo regreso a Chile e intento de homicidio
En 1940, tras el estreno de la cinta de Saslavsky, luego de una estancia prolongada en Buenos Aires y tras su primera visita a Estados Unidos, María Luisa Bombal regresa a Chile. Un nuevo fracaso amoroso reactiva su primera pena de amor y la obsesión por la figura de Eulogio. El 27 de enero de 1941 caminó lentamente por las calles del centro de Santiago hasta situarse frente a la puerta del Hotel Crillón; allí, esperó a Eulogio Sánchez, quien después de ocho años sin verla, ya casi no la recordaba. Alrededor de las 17:00, y luego de encararlo, le disparó, hiriéndolo solo en el brazo. Fue encarcelada, pero solo cumplió una condena de pocos meses (fue absuelta en octubre), puesto que el herido la eximió de toda culpa. Una vez absuelta, viajó a Estados Unidos. Cuando se le preguntó por el motivo de su acción, ella declaró: "Al matarlo mataba mi mala suerte, mataba mi chuncho".
En 1942 se le otorga el Premio "Municipal de Novela" por La amortajada.
En 1942 consigue un contrato con la embajada chilena de Estados Unidos en Washington para revisar el doblaje de películas estadounidenses y autorizar su ingreso a Chile.

### Arraigo en Estados Unidos

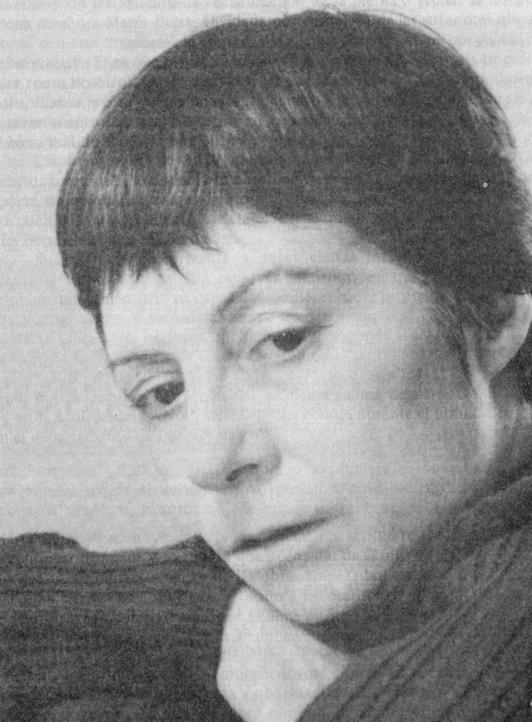
Bombal en Estados Unidos, 1944.

En 1944 se traslada a vivir a Estados Unidos, donde se casa con el conde francés Raphael 'Fal' Saint-Phalle y Chabannes. 
Nace su hija Brigitte.
Escribe "La maja y el ruiseñor" y "Las trenzas".[cita requerida]
Durante un tiempo, en el año 1945 incursionó en el doblaje al castellano, traduciendo y subtitulando junto a los escritores Ramón Sender y Ciro Alegría, oportunidad en la que trabajo traduciendo los guiones de las películas al español, por ejemplo en el doblaje de la películaThe Clock (1945), y después hizo publicidad para la marca Sterling.
En agosto de 1946 publica La historia de María Griselda en la revista Norte N.º 10, de Estados Unidos.[cita requerida]
La versión en inglés de su libro La última niebla fue muy bien recibida por el público y la crítica, que solo le pedía una novela más larga. Es así como con el ánimo de posicionarse en el mercado estadounidense, con la ayuda de su marido en la redacción, escribió la novela House of Mist, publicada en 1947 por Farrar Straus, una readaptación de su primera novela. Esta novela recién fue traducida al castellano en 2012 por Ediciones UC.
Conocía a Gabriela Mistral desde su paso por Argentina, pero durante esta época entabla una gran amistad con ella, quien también se encontraba radicada en dicho país. Además es de las primeras personas que asiste a su sepelio en Los Ángeles, Nueva York.
Durante 1967 estuvo trabajando en la traducción de House of Mist al español, sin embargo, jamás la finalizó.
En 1969 muere su esposo y se traslada a Buenos Aires.
El 26 de agosto de 1973 vuelve definitivamente a Chile.

### Regreso definitivo a Chile
Pese a haber vivido durante veintinueve años en el país del norte, decide regresar a Chile, reestableciéndose en su natal Viña del Mar.
Conoció a escritora Sara Vial, que fue su gran amiga y confidente en el año 1972 cuando regresaba de Estados Unidos.
El 22 de septiembre de 1976 recibe el Premio Academia, por el buen uso del idioma castellano.
En 1976 publica su antigua novela inédita La historia de María Griselda, con la que obtiene el premio Libro de Oro, entregado por la Agrupación de Amigos del Libro.
En 1978 el Ministerio del Interior dicta un decreto que le concede una pensión de gracia. Ese mismo año, el 22 de diciembre, recibe el Premio "Joaquín Edwards Bello", otorgado a los valores literarios de la Quinta Región.

### Últimos días
Sus últimos años los pasó en la casa de reposo de Héctor Pecht. Sumida en el alcohol, visitó constantemente el hospital afectada de crisis hepáticas. María Luisa Bombal falleció el 6 de mayo de 1980 en la ciudad de Santiago de Chile, víctima de una un coma hepático masivo en el hospital El Salvador.
Se han relatado siempre frases como "sola y abandonada en una fría cama de pensionado murió María Luisa Bombal", sin embargo, en el año 2005, a veinticinco años de su muerte, en un reportaje para la revista digital Mercurio Valpo, Claudia Campos entrevistaba a su sobrino el entonces senador Carlos Bombal: «... insiste en que es el momento propicio para desmitificar de una vez por todas las circunstancias que rodearon su muerte. Habla el parlamentario: "Estamos cansados de este mito en torno a la tía María Luisa que asegura que murió abandonada. Ella estuvo en todo momento asistida y apoyada por su familia. Estaba mi padre, primo hermano de ella, yo, su hermana Blanca y su marido, que habían viajado desde Buenos Aires especialmente para acompañarla, y enfermeras que se preocupaban de ella contratadas para cuidarla día y noche". El senador continúa: "Me muerdo la rabia cuando leo esta versión que se repite una y otra vez, alimentada en parte por sus amigas y gente que la rodeó, que explotó este cuento de una mujer atormentada que estaba sola. Enérgicamente lo digo: Eso no fue así. Respetando su intimidad y la enfermedad que padecía, ella no estuvo sola en sus últimos días".»
Los restos de María Luisa Bombal fueron cremados en una ceremonia llevada a cabo en el Cementerio General. Ese día usó un vestido color púrpura. Su hija Brigitte no está presente, solo días después su tía Blanca –hermana de María Luisa– logrará darle la noticia.

## Vida personal

### Familia

#### Antepasados
- La familia Bombal provenía de Argentina pero emigró a Chile debido a la llegada de la dictadura de Rosas; y por parte de su madre poseía ascendencia alemana y francesa, su familia provenía de los alemanes radicados en Valparaíso, y que luego se mudaron a Viña del Mar. De hecho, su bisabuelo fue el primer cónsul alemán en Santiago, de apellido Precht. Sus ancestros maternos más antiguos fueron hugonotes franceses que emigraron a Alsacia. Existe una anécdota sobre estos ancestros pues la misma Bombal contaba que Amado Alonso siempre le hacía bromas diciendo que la persona que mató a Antón Chéjov era pariente de su familia.[22]

#### Matrimonios
- Su primer matrimonio, con el pintor argentino Jorge Larco, fue descrito por la propia Bombal como un acto precipitado. Eran buenos amigos y se sabe que la propuesta fue idea de ella. Por su parte, Larco aceptó, debido a su homosexualidad, la propuesta de casarse y formar un matrimonio pour la galerie.[23]
- Estuvo casada veinticinco años con Raphael Saint-Phalle y Chabannes (de nacionalidad francesa-estadounidense), el que fue su segundo esposo hasta el fallecimiento de él en 1969. Raphael tenía título de conde y se dedicó a ser agente de cambio en Nueva York y adjunto al agente financiero del gobierno francés en Nueva York. Él y María Luisa tuvieron una hija en común, Brigitte Saint-Phalle.

#### Familiares directos
- Su padre, Martín Bombal Videla, nacido en 1876 y fallecido en 1919, de nacionalidad argentina,[11] padecía una enfermedad al corazón, que tenía más o menos controlada, pero un enfisema pulmonar acabaría con él. Fue cosa de días. Martín Bombal tenía 41 años; María Luisa, solo nueve.[21]
- Su madre, Blanca D'Anthes Precht, falleció el 14 de junio de 1976.[24]
- Tuvo dos hermanas tan solo un año menores, las mellizas Blanca Bombal Anthes (luego, Blanca Bombal de Álvarez de Toledo) y Loreto Elcira Bombal Anthes, nacidas en 1911.[25] Ambas se radicaron en Argentina, país en el cual dejaron a su descendencia.
  - Blanca se radicó en Argentina alrededor de 1952.[26] Se casó con  Alberto Álvarez de Toledo (21 de diciembre de 1908-14 de marzo de 2005)[27] y juntos tuvieron dos hijas, Blanca Isabel Álvarez de Toledo Bombal y Loreto Álvarez de Toledo Bombal (las cuales heredaron los nombres de su madre y su tía). 
    - Blanca Álvarez se casó con su primer marido Nicolás García Uriburu (1937-2016) y se convitió en modelo y pintora. Se casó más tarde con Bartolomé Luis Mitre (dueño del diario «La Nación» y tataranieto del expresidente Bartolomé Mitre), con quien tuvo a su única hija biológica, Esmeralda Mitre, actriz y empresaria.[28]
    - Loreto se radicó en Argentina, donde se casó con Juan Enrique Agustín Fleming Regueyra, oriundo de Gualeguaychú. Ella fallecería en 1964, solo cinco años después de la muerte de su esposo,[29] Tuvieron un único hijo llamado Juan Eduardo Fleming Bombal (8 de octubre de 1946-¿?)[29] quien fuera un importante diplomático argentino, él tenía tan solo 18 años cuando su madre falleció[29] Fueron Alberto Álvarez de Toledo y su mujer Blanca Bombal, melliza de su madre, quienes se encargaron de su educación para que fuera diplomático siguiendo una tradición familiar[29]
      - Juan Eduardo Fleming y su esposa Matilde Gyselynck Frías Ayerza se casaron en Argentina en 1970 y tuvieron dos hijas: Eleanora Fleming Gyselynck (nacida en Buenos Aires) y Sara Loreto Fleming Gyselynck (en Nueva York). Eleonora estudió y se graduó en la Universidad de Edimburgo en la carrera de Literatura e Historia y vive en Londres. Sara se recibió de Consultora Psicológica y vive en Buenos Aires, y con su marido Raúl González Llamazares tienen un hijo, Gabriel.[29]

- Brigitte Saint-Phalle (1944-2023),[30][31] la única hija y única heredera de María Luisa Bombal, fruto de su matrimonio con Raphael Saint-Phalle y Chabannes.[4] Ella estudió en la Universidad de Cornell y realizó su posgrado en la Universidad de Chicago; se convirtió en doctora en matemáticas y realizó su vida en San José de Califoria, Estados Unidos.[32] Se dice que mantuvo muy mala relación con su madre. La misma Bombal describe que siempre se peleaban[9] y, según Sara Vial, Brigitte nunca demostró interés por acercarse a su madre.[4] Por su parte, su sobrino Carlos Bombal tiene otra perspectiva: "No es como se ha pintado. Brigitte no pudo venir al funeral de su madre, pero le envió un vestido rojo que era como una túnica que fue el vestido con el que la tía quería ser sepultada y así fue".[4] Sin embargo, la crítica y escritora Lucía Guerra, en su edición compiladora de las obras completas de la autora, cita el dato de que la autora poseía un baúl con obras inéditas que quedaron en posesión del mismo Carlos Bombal para ser entregado personalmente a Brigitte, el cual, hasta la fecha de la tercera reedición de la publicación (2013), no había sido recogido por esta, estando aún inédita la que podría ser su obra póstuma.[33]

#### Parientes notables
- Álvaro Bombal Murúa (1905-1958), que fue abogado; presidente del Círculo de Difusión Cultural de Valdivia (1936); secretario general de Universidad Austral de Chile (1954); y primer decano de la Facultad de Estudios Generales de la Universidad Austral de Chile (1955).[25]
- Carlos Bombal Otaegui (1950-), es un abogado, político, exdiputado y exsenador de la República de Chile. Sobrino.

## Lengua e identidad
- María Luisa era trilingüe, hablaba español, francés, e inglés. Su lengua materna era el español y casi la totalidad de su obra publicada la escribió en esta lengua, pero también desde muy niña dominaba el francés de manera fluida dado su paso por el colegio de monjas, incluso sin acento, tanto que en su estadía en Francia a ella y a sus hermanas las tomaban por francesas.[5] Sin embargo, para escribir en inglés necesitó de la ayuda de su esposo. Esta realidad fue un tema relevante para la autora, tanto en su carrera como para su identidad, y por ello le merece unas palabras:

«Comencé escribiendo en francés, que yo consideraba mi idioma, el medio de expresión que había conquistado. Las circunstancias hacen que yo deba volver a Sudámerica y mi carrera, mi expresión debió ser en español. Ahora, las circunstancias me empujaron a este país (Estados Unidos) que ha pasado a ser mi país (mi marido es francés-americano, mi hija americana) y resulta, pues, que me he visto obligada a expresarme en inglés. Tercera etapa, la más difícil y dolorosa, ''La prueba de fuego'', diría yo.»

## Influencias

### Influencia en su obra
La autora cita a las novelas Victoria de Knut Hamsun, libro que de adolescente le impresionó mucho y que la inspiró profundamente, y a María de Jorge Issacs como otro libro que también la impresionó, así como la novela Inmensee (El valle de las abejas) de Teodor Storve que fue una de las revelaciones de su adolescencia, y el libro que consideraba de cabecera Los cuadernos de Malte Laurids Brigge, de Rainer Maria Rilke.
Decía también tener afinidad espiritual con los autores Hans Christian Andersen, Selma Lagerlöff, y con los ya citados Hamsun y Storve.
En la forma de escribir nombra como influencia más directa a Prosper Mérimée, sobre quien escribió su tesis, pero también considera a la obra Genitrix de François Mauriac.
Fue también gran lectora de Paul Valéry, de Charles Baudelaire y Paul Verlaine. Otras de sus lecturas contemplan a Arthur Rimbaud y el Fausto de Goethe, además de Thomas Mann, sin embargo este último no le merecía elogios, sobre todo en lo referente a La montaña mágica.
Durante su período en Estados Unidos lee la obra de Willa Cather, la que nombra como uno de sus deleites y la recomienda como una de las más grandes novelistas que hayan existido.
No son pocos los estudiosos que han especulado de la influencia en la obra de Bombal de otros reconocidos escritores con quién entabló amistades en su círculo literario, entre ellos Patricio Lizama, quien describe:  "La madurez literaria alcanzada por la escritora chilena no puede desvincularse de Borges, Neruda y Storni. La causalidad mágica y la posición en el campo literario, el viaje inmóvil y el viaje funerario, la representación de la mujer, son problemáticas que Bombal apropia y más tarde articula con un sello propio".

### Influencia posterior
La amortajada (1938) fue citada por el escritor mexicano Juan Rulfo como una gran influencia en su juventud. Lucía Guerra, estudiosa de la obra de Bombal, en María Luisa Bombal: Obras completas (2005), atribuye a la lectura de esta obra como la principal influencia para la novela Pedro Páramo (1955), reconocida ampliamente como precursora de la corriente del Realismo mágico. En la obra de 2005 se puede leer: “[e]l escritor mexicano señalaba a José Bianco que La amortajada era una novela que lo había impresionado profundamente en su juventud”, de donde Lucía Guerra inmediatamente infiere: “no obstante el importe folclórico y político atribuido a Pedro Páramo, la noción de los personajes muertos y aún rondando por la vida son un eco intertextual de la novela de María Luisa Bombal”. De hecho, algunos estudiosos proponen a Bombal como la verdadera creadora del Realismo mágico.
Las líneas finales de La amortajada son citadas en el inicio de la novela Mapocho (2002) de la escritora chilena Nona Fernández.

## Obras

### Novelas
- La última niebla (1934)[38]
- La amortajada (1938)[39]

#### Adaptaciones
- House of Mist (1947, escrita en inglés) es la adaptación que Bombal realizó de su propia novela La última niebla, proyecto que originalmente suponía simplemente una traducción y ampliación para ser vendida al mercado estadounidense. Se publicó en español en 2012 como Casa de niebla (2012), traducida por Lucía Guerra.

- The Shrouded Woman (1947, escrita en inglés) es la adaptación de Bombal de su segunda novela.

### Cuentos
- Las islas nuevas (1939)[40]
- El árbol (1939)
- Trenzas (1940)
- Lo secreto (1941)
- La historia de María Griselda (1946)[41]

### Crónicas poéticas
- Mar, cielo y tierra (1940)
- Washington, ciudad de las ardillas (1940)
- La maja y el ruiseñor (1960)

### Otros escritos
- Reseña cinematográfica de Puerta cerrada (1939)
- En Nueva York con Sherwood Anderson (entrevista) (1939)
- Inauguración del sello Pauta (1973)
- Discurso en la Academia Chilena de la Lengua (1977)

### Guion
- La casa del recuerdo. En colaboración con Carlos Adén e inspirada libremente en la novela María, de Jorge Issacs.

### Otros trabajos

##### Doblaje
- Supervisora de doblaje al español para películas distribuidas en Chile (1944)
- Traductora de doblaje del inglés al castellano para películas de Metro-Goldwyn-Mayer (1944-47)

##### Publicidad
- Propaganda de Sterling para América Latina: Aspirina y Leche de magnesia (1944 o 1945).

## Obra póstuma
Existe un baúl que Bombal decía era su propio cofre de piratas, en donde la autora mantenía manuscritos sin publicar, tales como una pieza dramática en inglés titulada The Foreign Minister (El Canciller) y basada tanto en la vida de Masaryk como en Dr. Jekyll and Mr. Hyde, y una novela sin terminar sobre Caín y Abel, así como cartas de otros importantes autores. Su último poseedor conocido es Carlos Bombal, a quien se le encargó entregar personalmente a la única hija de Bombal. A la fecha, se desconoce si el cofre llegó a manos de Brigitte, sin embargo, dicho material aún no ha sido revelado al público.

## En la cultura popular

### Adaptaciones de sus obras
- La amortajada (1971), serie de televisión de veinte episodios basada en la novela homónima, adaptada por José Irarrázabal y dirigida por José Caviedes.

#### Proyectos sin concretar
- Los derechos de adaptación de La última niebla fueron comprados por 125 000 dólares en Estados Unidos por Paramount Pictures,[42] sin embargo, jamás se filmó una película.

### Adaptaciones de la historia de su vida
La historia de María Luisa Bombal ha sido adaptada al cine en dos oportunidades:
- María Luisa en la niebla (1999), dirigida por Leo Kocking, una película chilena para televisión, semibiográfica y ambientada en los años 40, que transita libremente los hechos más controvertidos de la vida y los recuerdos de la escritora y fragmentos de su novela La última niebla,[43] y donde la autora es interpretada por Erica Ramos.
- Bombal (2012), dirigida por Marcelo Ferrari, una película chilena centrada en los turbulentos pasajes de su vida, y en la que la autora es interpretada por Blanca Lewin.

## Traducción de su obra a otros idiomas
Richard Cunningham, su editor en Estados Unidos y esposo de Lucía Guerra -una de las más grandes estudiosas de la autora a nivel internacional- fue el encargado de traducir las obras de Bombal al inglés.

## Legado nacional y patrimonio cultural

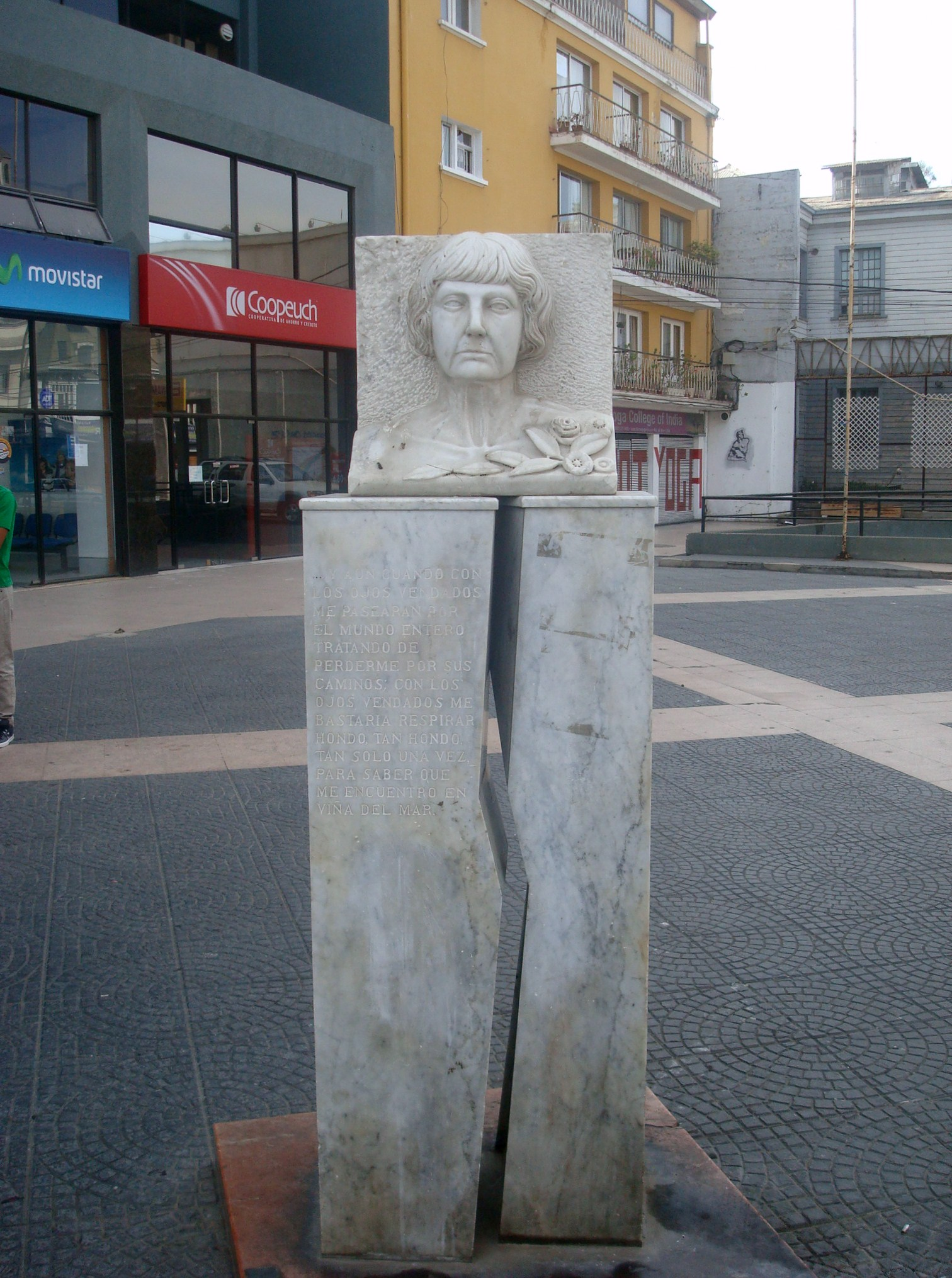
Monumento a María Luisa Bombal en Viña del Mar, busto de mármol con retrato en alto relieve realizado por Francisco Javier Torres Rojas, y ubicado en calle Villanelo a la altura del Nº180. Plazoleta María Luisa Bombal, Viña del Mar.

Existe un monumento público dedicado a su persona en Viña del Mar, la región de Chile en que nació, se crio y vivió durante sus últimos días. Una escultura en mármol titulada María Luisa Bombal del artista Francisco Javier Torres Rojas, ubicado en calle Villanelo a la altura del Nº180. Plazoleta María Luisa Bombal, Viña del Mar.
- La página oficial de la Unidad de patrimonio de la Municipalidad de Viña del Mar incorpora la obra en su catálogo en su sección de Monumentos públicos, donde la mencionan como Premio Nacional de Literatura, sin embargo, dicho premio jamás fue recibido por la autora.[44]

Pese a la reconocida importancia de la autora para el país, uno de los pocos testimonios de su vida en Chile como es la casa en que vivió, no se encuentra amparada bajo la ley de Monumentos Nacionales puesto que nunca se le declaró Monumento Histórico. 
- Sobre esto, en 2005, en un reportaje para la revista digital Mercurio Valpo, Claudia Campos escribía:

«La casa en que nació María Luisa Bombal Anthes todavía está en pie. Al fondo del pasaje Monterrey, por Agua Santa, y signada con el número 52, está esta señorial edificación que ha resistido los embates del progreso y la fiebre inmobiliaria. Rodeada de edificios, la residencia de dos pisos y diecisiete habitaciones... La edificación, que ha tenido varios dueños desde que fuera habitada por los Bombal Anthes, actualmente está divida en dos casas y no tiene placa alguna que permita identificarla. Tampoco dato alguno que indique que alguna vez allí vivió la atormentada escritora... Pese a que la casa pasa por cualquier otra, frecuentemente los actuales ocupantes deben atender el timbre de alguno que otro desconocido que llega motivado por un dato aislado. María Espinoza vive hace quince años en esta casona y cuenta que muchas veces le ha abierto la puerta a visitantes que llegan preguntando por la casa de la Bombal. "Siempre vienen y son extranjeros, estudiantes de literatura por lo que me explican. Cuando puedo los he dejado pasar, pero me llama la atención que siempre es gente de otros países la que viene"».

- A mediados de 2016 la propiedad se desempeñaba como Hostal y actualmente el inmueble es un hotel, el Hotel Monterrey, el cual se publicita de la siguiente manera: ''El Monterrey ocupa uno de los edificios más importantes de la literatura chilena, ya que fue donde María Luisa Bombal pasó su infancia''.[45]

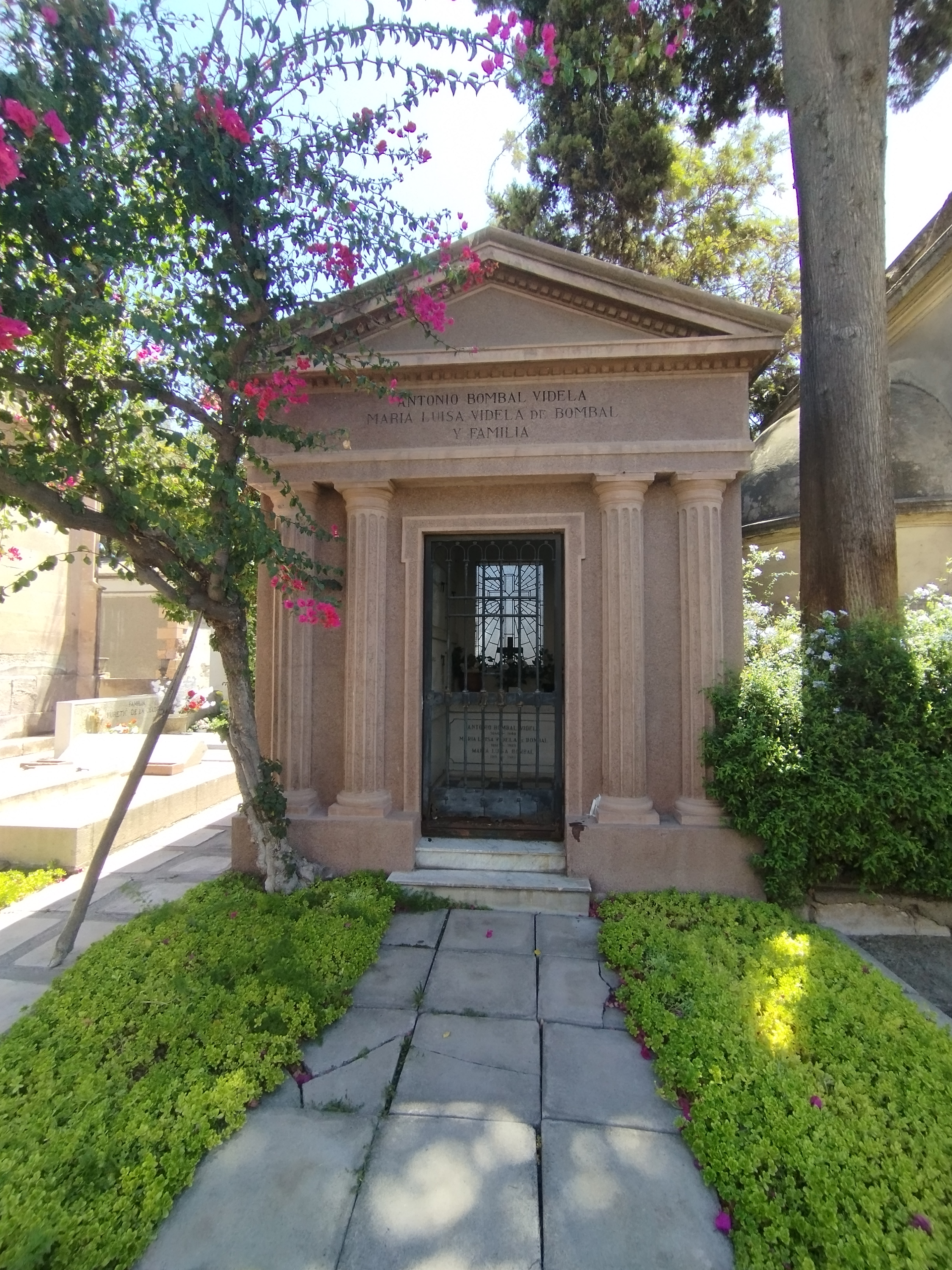
Mausoleo de Antonio Bombal Videla, María Luisa Videla de Bombal y familia en el Cementerio general de Santiago.

- El lugar de descanso de los restos de la autora es el Cementerio general ubicado en Recoleta, comuna de Santiago, el cual cuenta con 86 hectáreas que albergan las tumbas de más de dos millones de difuntos, entre ellos los forjadores de nuestra Nación.[46] La sepultura de Bombal se encuentra en el Patio 17, calle Belisario Prat.[47]

Diversos lugares en Chile portan el nombre de la autora:
- En Lo Prado, comuna de Santiago, existe La Villa María Luisa Bombal, bautizada con su nombre.
- La plazoleta en que se ubica el monumento público homónimo en Viña del Mar, fue bautizada también con su nombre.
- Actualmente son cuatro los establecimientos educacionales en el país que llevan su nombre:[2]
  - En Lo Arcaya 1850, Vitacura, se encuentra el Colegio María Luisa Bombal
  - En La Capilla, Cerro Navia, se encuentra la Escuela N.º 418, María Luisa Bombal.
  - En Osorno, Región de Los Lagos, se encuentra la Escuela rural María Luisa Bombal.
  - En Valparaíso, se encuentra el Liceo María Luisa Bombal.